# Elva
Elva Tartu megyében, Észtország délkeleti részén található kisváros. A népessége 2010-es adatok alapján 5762 fő. A település területe 9,92 négyzetkilométer.
Elva területén két nagyobb tó található. A Verevi-tó homokos, tisztán tartott partja miatt nagyon népszerű a környékbeliek számára, különösen a nyári hónapokban. Nyaranta partjain rengeteg szabadtéri programot tartanak. A másik nagy tó, az Arbi-tó, melynek partjait nádasok borítják. Elva és egyben egész Dél-Észtország legnagyobb munkáltatója az Enics Eesti Ac, mely az Enics-csoport egyik leányvállalata. A gyárban főleg ipari elektronikai termékeket gyártanak. Elvában mindössze egy gimnázium működik, az Elva Gümnaasium, ahol a diákok megszerezhetik az alapokat a felsőoktatási tanintézményekben való helytálláshoz.

## Idegenforgalmi látnivalók
Elva egyik legjelentősebb eleme a vasútállomás, ahol manapság turisztikai információs iroda működik, de már régebben is a város kereskedelmi központjában helyezkedett el.
A turisták számára gyalogos, biciklis és hátizsákos túrautakat is ajánlanak a helyi Tourinform irodában. A Canooer kedvence egy folyó Elvában, melynek méltóságteljesen hömpölygő erejét réges-régi vízimalmok használják fel. Telente a síelés szerelmesei részt vehetnek a Tartu Cross Country símaratonon, melynek 60 kilométeres távja Otepää-ból indul és a hegyeken keresztülvágva egészen Elváig tart. Nyaranta a távot a biciklisták is gyakorta teljesítik.

## Történelme
Elvát közvetlenül a Tartu-Valga vasútvonal megépítése után alapították 1886-ban. A vasútvonal kiépítése három évig tartott. A várost hivatalosan 1889-ben említik először egy észt napilapban.
Elva nevét az Elva-folyóról kapta, melynek első említése egy 17. századi könyvben fordul elő.
Elvában 1913-ban két iskola is működött.
1938. május elsején nyilvánították várossá a települést.
A második világháború során a belváros súlyos károkat szenvedett. 1941-ben Elva függetlenné vált az Erdei Barátok segítsége révén. 1944 augusztusában a város környéke rendkívül véres csatatérré változott, amikor a Hyazinth von Strazwitz Páncélos Ezred összecsapott a szovjet Vörös Hadsereggel.
1950-től 1962-ig Elva városa Elva kerület központja volt. A város jogait 1965-ben állították vissza.

## Népessége
| Lakosok száma | 6021 | 5607 | 5666 | 5679 | 5669 | 5664 | 5698 | 5616 | 5720 | 5692 |
|               | 2000 | 2011 | 2015 | 2016 | 2017 | 2019 | 2020 | 2021 | 2023 | 2024 |

## A város híres szülöttei
- Ain Kaalep író
- Kerli Kõiv énekes, dalszövegíró
- Luisa Värk énekes, dalszövegíró

## Testvérvárosok
- Kampele,  Finnország,
- Kristinehamn,  Svédország,
- Salo,  Finnország.

## Fordítás
Ez a szócikk részben vagy egészben  az   Elva, Estonia című angol Wikipédia-szócikk ezen változatának fordításán alapul.  Az eredeti cikk szerkesztőit annak laptörténete sorolja fel. Ez a jelzés csupán a megfogalmazás eredetét és a szerzői jogokat jelzi, nem szolgál a cikkben szereplő információk forrásmegjelöléseként.